# Poodytes
Poodytes är ett fågelsläkte i familjen gräsfåglar inom ordningen tättingar. Det omfattar numera fem arter, varav en utdöd, alla i australiska regionen:
- Flygräsfågel (Poodytes albolimbatus)
- Spinifexgräsfågel (Poodytes carteri)
- Mindre gräsfågel (Poodytes gramineus)
- Nyazeelandgräsfågel (Poodytes punctatus)
- Chathamgräsfågel (Poodytes rufescens) – utdöd

Arterna placerades tidigare i Megalurus och spinifexgräsfågeln ofta i som ensam art i Eremiornis. DNA-studier från 2018 visar dock att arterna i Megalurus inte är varandras närmaste släktingar, där typarten strimgräsfågel sannolikt är närmare släkt med en grupp afrikanska gräsfåglar. De övriga arterna placeras därför i andra släkten.